# AV産業の適正化を考える会
AV産業の適正化を考える会（エーブイさんぎょうのてきせいかをかんがえるかい）は、日本の任意団体。

## 活動
2022年に成立したAV出演被害防止・救済法（AV新法）を、アダルトビデオ従事者の視点から改正することを目指している。
2024年2月9日、該当署名活動を開き、SODクリエイトのスタッフやAV女優の佐々木咲和などが署名を呼び掛けた。同月23日、東京都内の銀座で八ッ橋さい子やテリー伊藤と共にAV新法の改正を訴えるデモを開催した。
2024年2月20日、都内でAV新法の見直しに関するシンポジウムを行い、参議院議員の浜田聡、国民民主党の樽井良和、弁護士の亀石倫子が出席した。
同年3月8日には日比谷公園から国会議事堂までの請願デモを行った。
同年3月16日にはAV監督の村西とおるが街頭演説に参加。デモ参加者を激励した。村西は新法関係議員らが改正のタイミングで「撮影での本番行為禁止」とする可能性に触れ、この法案提案を阻止するためにも合流したとしている。